# Enrique González Macho
Enrique González Macho (Santander, Cantabria, 1947) es un productor y distribuidor de cine español. Fue presidente de la Academia de Cine Española desde abril de 2011 hasta febrero de 2015.

## Biografía
Nacid en Santander durante el veraneo de su familia en 1947 y criado en Madrid, estudió en el Liceo Francés de esa ciudad y comenzó las carreras de Arquitectura y Económicas. En 1976 adquirió la productora Alta Films, además es propietario de la cadena de cines Renoir, con presencia en seis ciudades españolas, y socio del portal Filmin.
El 10 de abril de 2011 fue elegido presidente de la Academia de las Artes y las Ciencias Cinematográficas de España, frente a Bigas Luna. siendo reelegido el 24 de mayo de 2014 frente a la productora Piluca Baquero a quien consiguió imponerse con el triple de votos
En 1998 le fue entregado el Premio Nacional de Cinematografía, también fue nombrado Caballero de la Orden de las Artes y Letras por parte del gobierno de Francia, en reconocimiento a su apoyo a la cinematografía europea.
En la 56.ª edición de la Seminci, fue galardonado con la Espiga de Honor.
En diciembre de 2020 publica sus propias memorias, Mi vida en V.O. (Cincuenta años de cine en España).

## Presidencia de la Academia de Cine
Sustituyó en el cargo al director Álex de la Iglesia que abandonó el puesto por desacuerdos sobre la "Ley Sinde" con Ángeles González-Sinde, hija del fundador de la Academia y entonces ministra de Cultura. González-Macho expresó su apoyo a dicha ley desde la presentación de su candidatura, en la que declaró que el modelo actual de cine en España está "obsoleto" pero que sin embargo, “Internet sigue teniendo una función parasitaria”. También afirmó que el papel de la Academia no debía ser político.
El 14 de diciembre de 2011, en un desayuno organizado por el Foro de la Nueva Cultura, criticó duramente al presidente del Gobierno en funciones, José Luis Rodríguez Zapatero. González-Macho calificó de "sangrante" que el PSOE no aprobase la ley Sinde "por el temor a la reacción de algunos delincuentes en internet" y añadió que "si esa es la forma de gobernar, pues quiten ustedes los impuestos y el IVA, que es una medida muy populista y también da muchos votos".
En su discurso de la gala de Goya de 2012 declaró que "Internet no es una alternativa ni sustituto, ni tan siquiera un complemento al enorme esfuerzo económico que supone producir cine". Su visión de internet y la industria fue criticada posteriormente por la asociación de consumidores FACUA y la Asociación de Internautas.
El 19 de febrero de 2015 presentó su dimisión de la Academia, alegando "motivos estrictamente personales".

## Fraude de las ayudas al cine español
En 2015 el diario El País revela las prácticas fraudulentas de algunos distribuidores y productores de cine español que falsearon el número de espectadores e ingresos en taquilla de sus películas con el fin de cobrar subvenciones del Ministerio de Cultura. A González Macho se le imputa un fraude de 731.900 euros.
En 2017 la Fiscalía Provincial de Madrid solicitó dos años de prisión y un millón de euros de multa para él por "manipular" el número de espectadores en la exhibición de la película La isla interior para obtener subvenciones. González Macho habría comunicado un "dato irreal" de espectadores correspondiente a las sesiones matinales en los cines Renoir, un "número ingente" que incluso superaba a los de las sesiones de tarde. Gracias a esos supuestos espectadores, Juan Romero Iglesias, productor de La Isla Interior, habría conseguido los 293.326,83 euros que obtuvo como subvención para la empresa Mecanismo Films S.L.

## Filmografía como productor

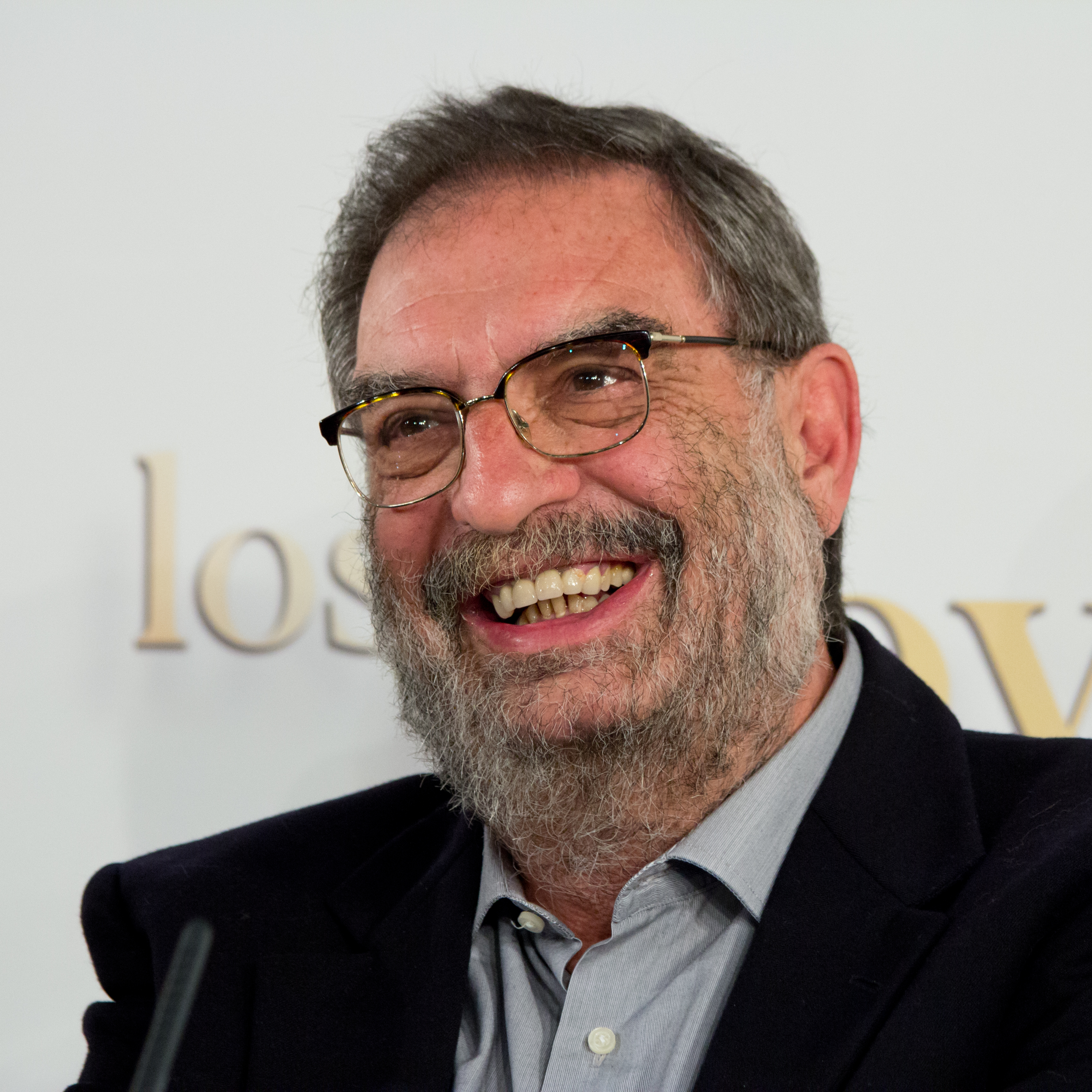
Enrique González Macho en la presentación de los Premios Goya 2013.

| Año  | Película                       | Director                           | Función           |
| ---- | ------------------------------ | ---------------------------------- | ----------------- |
| 2012 | Miel de naranjas               | Imanol Uribe                       | productor         |
| 2011 | El páramo                      | Jaime Osorio Márquez               | coproductor       |
| 2011 | ¿Para qué sirve un oso?        | Tom Fernández                      | productor         |
| 2007 | El romance de Astrea y Celadón | Éric Rohmer                        | coproductor       |
| 2007 | Tocar el Cielo                 | Marcos Carnevale                   | productor adjunto |
| 2007 | Dot.com                        | Luís Galvão Teles                  | coproductor       |
| 2007 | Fuerte Apache                  | Mateu Adrover                      | productor         |
| 2006 | La noche de los girasoles      | Jorge Sánchez-Cabezudo             | productor         |
| 2005 | La noche del hermano           | Santiago García de Leániz          | coproductor       |
| 2005 | Aislados                       | David Marqués                      | productor         |
| 2004 | Triple agente                  | Éric Rohmer                        | coproductor       |
| 2003 | Te doy mis ojos                | Icíar Bollaín                      | coproductor       |
| 2002 | Novo                           | Jean-Pierre Limosin                | productor adjunto |
| 2002 | Rencor                         | Miguel Albaladejo                  | productor         |
| 2001 | Lena                           | Gonzalo Tapia                      | productor         |
| 2000 | Divertimento                   | José García Hernández              | productor         |
| 1999 | Un banco en el parque          | Agustí Vila                        | productor adjunto |
| 1999 | Marta y alrededores            | Nacho Pérez de la Paz y Jesús Ruiz | productor         |
| 1999 | Las huellas robadas            | Enrique Gabriel                    | productor         |
| 1999 | Sí, quiero...                  | Eneko Olasagasti y Carlos Zabala   | productor adjunto |
| 1999 | Lisboa                         | Antonio Hernández Núñez            | productor adjunto |
| 1996 | Malena es un nombre de tango   | Gerardo Herrero                    | productor adjunto |
| 1996 | Éxtasis                        | Mariano Barroso                    | productor adjunto |

## Premios y nominaciones
Medallas del Círculo de Escritores Cinematográficos
| Año  | Categoría                   | Película                    | Resultado |
| ---- | --------------------------- | --------------------------- | --------- |
| 2003 | Mejor película              | Te doy mis ojos             | Ganador   |
| 2006 | Mejor película              | La noche de los girasoles   | Nominado  |
| 2013 | Labor de promoción del cine | Labor de promoción del cine | Ganador   |